# جيم سوليفان (سياسي)
جيم سوليفان (بالإنجليزية: Jim Sullivan)‏ هو سياسي أمريكي، ولد في 26 ديسمبر 1967 في أستوريا في الولايات المتحدة. حزبياً، نشط في الحزب الديمقراطي. وقد انتخب عضو مجلس ولاية ويسكونسن.